# Blacus hastatus
Blacus hastatus är en stekelart som beskrevs av Alexander Henry Haliday 1835. Blacus hastatus ingår i släktet Blacus och familjen bracksteklar. Arten är reproducerande i Sverige. Inga underarter finns listade.